# OMA SUD SkyCar

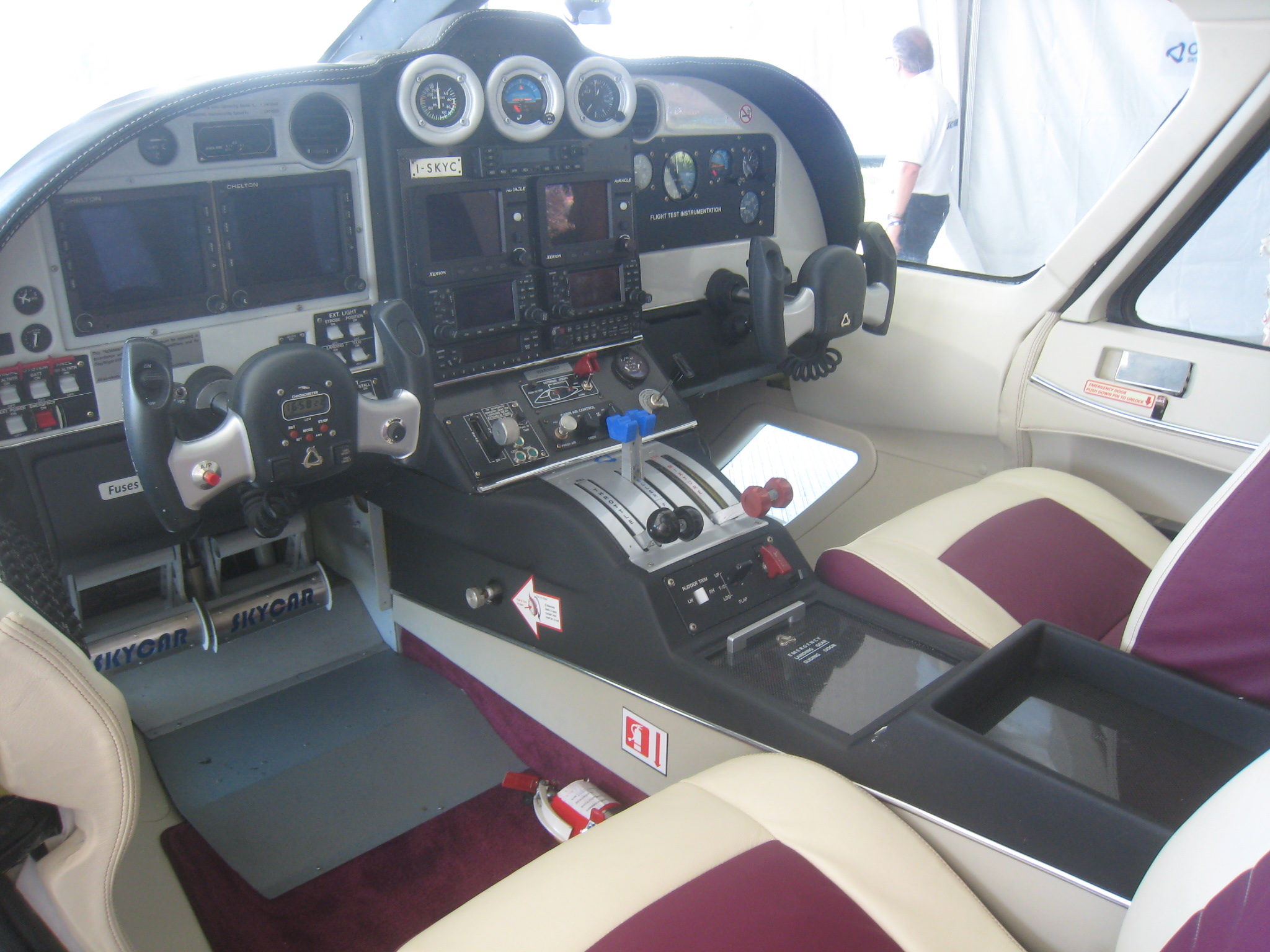
Cockpit di una OMA SUD Skycar.JPG

Lo SkyCar è un aereo da trasporto leggero bimotore ad ala alta sviluppato dall'azienda aeronautica italiana OMA SUD di Capua (CE) nei tardi anni duemila.
Caratterizzato dalla configurazione spingente, da un impennaggio a doppia deriva e da una cabina di pilotaggio che integra 5 posti a sedere, è destinato al mercato dell'aviazione generale, commerciale e militare.

## Storia del progetto
L'azienda casertana avviò il programma SkyCar nel 2004 con l'idea di proporre un velivolo leggero multiruolo, economico e pratico per il mercato civile, commerciale, addestrativo, ma anche militare, paramilitare e per usi di protezione civile.
L'anno successivo (giugno 2005) il piccolo bimotore fu presentato in forma di simulacro al Salone internazionale dell'aeronautica e dello spazio di Parigi-Le Bourget.
Il prototipo (immatricolato I-SKYC) spiccò il suo primo volo il 21 dicembre 2007 dall'aeroporto Oreste Salomone di Capua ai comandi del collaudatore Maurizio Cheli. All'inizio di marzo 2009 l'aeroplano aveva effettuato oltre 100 ore di volo.
I piani aziendali prevedono che, in base alla richiesta, la costruzione dell'aereo avvenga in Italia ed il suo completamento negli Stati Uniti d'America.

La certificazione di tipo da parte di ENAC/EASA è arrivata nel gennaio 2010, quella americana della Federal Aviation Administration (FAA) è arrivata verso la fine di marzo 2009.
Quest'ultima è particolarmente importante perché proprio dal mercato americano sono giunti i primi ordini: tre esemplari in versione passeggeri andranno a Air Key West, compagnia charter specializzata in voli per Miami e i Caraibi, dotata attualmente di un Beechcraft King Air e due Partenavia P68; altri tre aerei in configurazione cargo andranno invece a Miami Air Lease - attualmente dotata di un Convair CV-440 - che sfrutterà il vano di carico di sette metri cubi per servire la Florida meridionale, le Bahamas ed i Caraibi.
Dal punto di vista commerciale, sono in corso diversi contatti con potenziali clienti governativi a livello nazionale e internazionale e la OMA SUD prevede che l'inizio delle prime consegne potrebbe avvenire già nella prima metà del 2010.

### Sviluppo
La progettazione dello SkyCar è stata sviluppata secondo alcuni aspetti chiave: alta efficienza aerodinamica; autonomia superiore ai concorrenti; consumi contenuti; bassi costi operativi; basse emissioni inquinanti; comfort per i passeggeri (maggiore spazio interno e basso rumore nella cabina); architettura sinergica; avionica digitale di ultima generazione (con Synthetic Vision - 3D) ispirata ai concetti di Enhancing Situational Awareness e miglioramento delle capacità di monitoraggio e controllo; estrema versatilità (possibilità di allestimenti speciali per gli usi più diversi).
L'OMA SUD sta sviluppando particolari configurazione dello SkyCar con strumentazioni ad hoc in modo da permettere l'impiego del velivolo non solo all'ambito civile, delle aeroscuole e del turismo aeronautico, ma anche in grado di affermarsi anche nel difficile mercato militare, paramilitare, protezione civile e ambientale grazie a una piattaforma basica di grande operatività e facilmente adattabile a usi diversi.

## Tecnica
Lo SkyCar è un velivolo compatto bimotore ad ala alta caratterizzato dalla propulsione in configurazione spingente. Esso si presenta innovativo sia nella configurazione aerodinamica sia in quella avionica. La fusoliera ha una configurazione a doppia trave di coda e il piano di coda orizzontale è completamente mobile. Tale soluzione strutturale rende lo SkyCar unico nel design con una linea pulita e schiacciata.

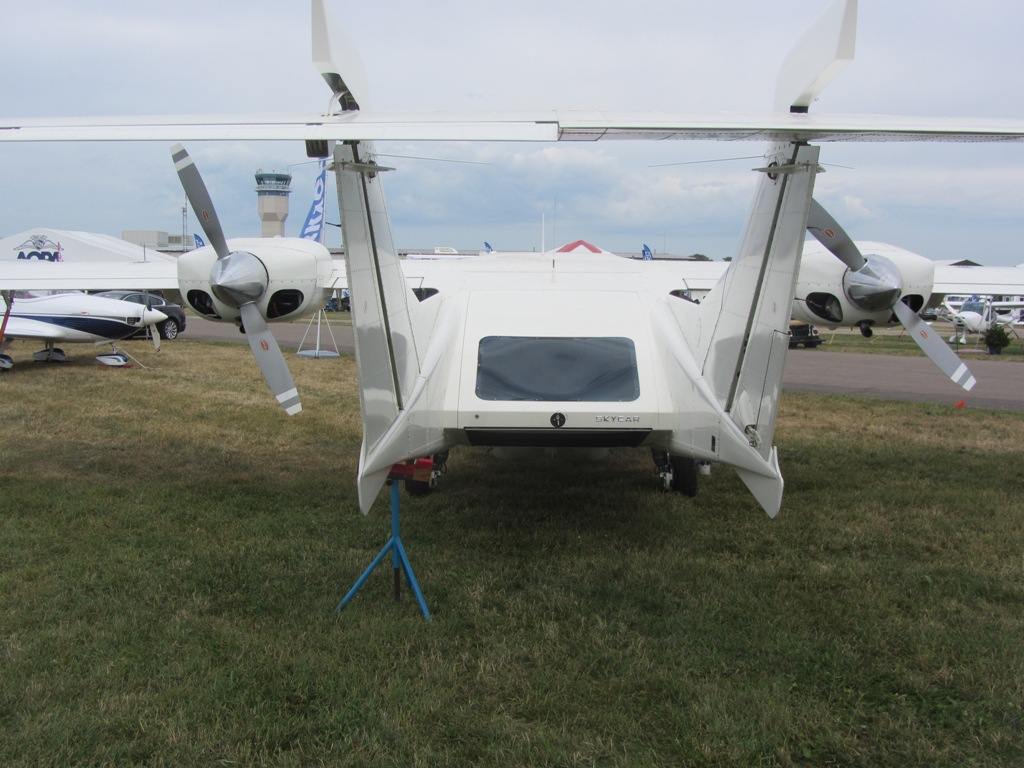
Vista posteriore

La fusoliera presenta una forma a goccia dotata di ampie finestrature e permette, nella sua configurazione base, l'accesso a due file di posti tramite porte laterali, l'anteriore a due postazioni per il pilota ed eventuale co-pilota, la posteriore per tre passeggeri. Posteriormente, separato dal settore anteriore, è posizionato lo scompartimento cargo, posto tra le due travi di coda, ed accessibile tramite un portellone sollevabile completamente verso la parte superiore per agevolare le operazioni di carico e scarico.
Il particolare disegno dell'aereo, anche se di dimensioni contenute, offre una volumetria interna superiore agli aerei della stessa categoria, permettendo un buon comfort ai passeggeri e un'elevata capacità di carico. Infatti, proprio la particolare configurazione a doppia trave ha permesso ai progettisti di dotare lo SkyCar di una porta posteriore apribile in volo, rendendo possibile l'aviolancio di medicinali, indumenti, alimenti, battelli di salvataggio e altre attrezzature di soccorso di qualsiasi genere. Inoltre tale apertura posteriore insieme all'ampia piattaforma di carico, consente un facile stivaggio del carico nelle operazioni a terra.
L'ala, di pianta rettangolare e con estremità alari raccordate, è montata alta e presenta le due gondole motore dove sono alloggiati i propulsori.
Il carrello d'atterraggio presenta una configurazione triciclo anteriore, completamente retraibile nella fusoliera, dotato di singole ruote di piccolo diametro, ed è comandato tramite attuatori elettrici con possibilità di comando meccanico in caso di emergenza.
La propulsione è affidata a due 2 motori Lycoming IO-360-C1E6 montati in configurazione spingente. Gli IO-360, motori con configurazione a 4 cilindri contrapposti, raffreddati ad aria e dotati di iniezione elettronica, sono capaci di erogare una potenza pari a 200 hp (149 kW) ciascuno e nello Sky Car sono abbinati ad eliche Hartzell bipala a passo variabile a controllo idraulico.